# Alen Petrović
Alen Petrović (Osijek, 5 novembre 1969) è un ex calciatore croato, fino al 1991 jugoslavo, di ruolo difensore.